# Smilodon Records
Smilodon är ett svenskt oberoende skivbolag och musikförlag Smilodon Songs grundat 2004 och ägs av Eva Karman Reinhold. Smilodon arbetar med artister som Diamond Dogs , Babylon Bombs , Martin Bentancourt , Iubar , Hell N'Diesel och Sulo.